# Juan Rodríguez Suárez (paroisse civile)
Pour les articles homonymes, voir Juan Rodriguez, Rodriguez et Suárez.
Juan Rodríguez Suárez est l'une des quinze paroisses civiles de la municipalité de Libertador dans l'État de Mérida au Venezuela. Sa capitale est Mérida, chef-lieu de la municipalité et capitale de l'État.